# Syzygium hypsipetes
Syzygium hypsipetes är en myrtenväxtart som beskrevs av Airy Shaw. Syzygium hypsipetes ingår i släktet Syzygium och familjen myrtenväxter. Inga underarter finns listade i Catalogue of Life.